# Atletica leggera ai Giochi olimpici intermedi - 400 metri piani
Ai Giochi olimpici intermedi di Atene 25 atleti parteciparono alla gara dei 400 metri piani. La prova si tenne nei giorni 27 aprile (qualificazione e ripescaggio) e 30 aprile (finale) nello Stadio Panathinaiko.

## L'eccellenza mondiale
| Record olimpico: Saint Louis 1904 | 49"2 | Harry Hillman | Presente |
| Migliore prest. mondiale del 1905 | 48"2 | Nigel Barker  | Presente |

## La gara

### Turni eliminatori
Il regolamento prevede, tra batterie e finale, un intervallo di ben tre giorni. Gli 8 concorrenti partono in linea, come nel mezzofondo.
| 6 batterie | 25 iscritti   | Si qualificano solo i vincitori. I secondi disputano uno spareggio per i due posti rimanenti. |
| Finale     | 8 concorrenti |                                                                                               |

Si qualificano tutti e quattro gli atleti statunitensi, il più accreditato dei quali è Harry Hillman, il campione olimpico uscente. L'unico che può insidiarlo è il britannico Halswelle.

### Finale
Wyndham Halswelle e l'australiano Barker dettano il passo e sono ancora davanti al gruppo all'inizio della retta d'arrivo. Entrambi però si fanno superare dallo statunitense Pilgrim, che va a vincere.
Hillman non è mai protagonista e giunge solo quarto.
| Pos     | Paese       | Atleta                | Età | Tempo ufficiale | Tempo ufficioso |
| ------- | ----------- | --------------------- | --- | --------------- | --------------- |
| Oro     | Stati Uniti | Paul Pilgrim          | 23  | 53"2            |                 |
| Argento | Regno Unito | Wyndham Halswelle     | 24  |                 | 53"8            |
| Bronzo  | Australia   | Nigel Barker          | 23  |                 | 54"1            |
| 4       | Stati Uniti | Harry Hillman         | 24  | n/d             | n/d             |
| 5       | Stati Uniti | Charles Bacon         | 21  | n/d             | n/d             |
| 6       | Stati Uniti | Fay Moulton           | 30  | n/d             | n/d             |
| 7       | Regno Unito | William Anderson      |     | n/d             | n/d             |
| 8       | Francia     | Marc Bellin du Côteau | 22  | n/d             | n/d             |

Il neo campione olimpico Paul Pilgrim, 23 anni, era nella squadra di corsa campestre che aveva vinto l'oro due anni prima a Saint Louis. Per Atene, invece, non era riuscito a qualificarsi. Poté ugualmente essere presente perché la raccolta di fondi per la trasferta in Grecia aveva superato la cifra inizialmente prevista.
Il regolamento di Atene aveva previsto due giorni di riposo tra batterie e finale. Invece dall'edizione di Londra 1908 si tornerà al sistema inglese, che prevede che semifinali e finale si svolgano nello stesso pomeriggio.